# سارکوم کاپوسی
سارکوم کاپوسی، یک نوع سرطان سلول‌های عروقی نسبتاً نادر است که در انسان‌ها شایع است و می‌توان وجود آن در موجودات دیگر را انکار کرد. این بیماری باعث ظهور ضایعات پوستی قهوه‌ای – صورتی رنگ بر روی انواع سطوح بدن شده و باعث ورم در این نواحی می‌شود. از آنجایی که این بیماری در حالت طبیعی بدن فعال نمی‌شود، می‌توان آن را جزو بیماری های فرصت‌طلب دانست. ویژگی مشترک این‌گونه بیماری‌ها، سرکوب شدن آن توسط سیستم ایمنی در حالت نرمال بدن و فعال شدن آن در صورت ضعف ایمنی است. بروز این سارکوم با هرپس ویروس تیپ ۸ مرتبط است.
این بیماری از اکتشافات موریتس کاپوشی پزشک اتریشی-مجارستانی است.

## شیوع
این بیماری اغلب در صورت ضعف دستگاه ایمنی بروز می‌کند. این ضعف نیز می‌تواند عوامل زیادی داشته باشد. یکی از مهم‌ترین تضعیف‌کنندگان دستگاه ایمنی، بیماری ایدز است؛ پس می‌توان این بیماری را عامل اصلی ابتلا به بیماری سارکوم کاپوسی دانست.
پژوهشگران این بیماری را بر اساس نحوهٔ ابتلا به چهار دسته تقسیم می‌کنند:
فرم کلاسیک: این حالت در نواحی مدیترانه ای و شرق اروپا شایع‌تر است و در اطراف انگشتان پا و پاشنه دیده می‌شود.
فرم آندمیک: این حالت سارکوم کاپوسی دو نوع دارد؛ نوع شایع در جهان و نوع شایع در نواحی زیر صحرای آفریقا. لازم است ذکر شود که این حالت ارتباط و وابستگی با ویروس HIV ندارد.
وابسته به ضعف دستگاه ایمنی: این بیماری معمولاً در جراحی‌های پیونداعضا، در پذیرندهٔ عضو ایجاد می‌شود که می‌تواند بر اساس تضعیف سیستم ایمنی توسط جراحان یا انتقال ویروس HHV8 از عضو دهنده به عضو گیرنده باشد. پیشرفت این بیماری در افراد نسبت به انواع دیگر سریع‌تر است و انواع مختلفی دارد.
وابسته به ایدز یا اپیدمیک: این بیماری، حالت نسبتاً خطرناک‌تر و شدیدتری نسبت به انواع دیگر سارکوم کاپوسی دارد و در نقاط مختلف پوست از جمله صورت، گردن، پشت، شکم پدید می‌آید. در موقعیت‌های حاد‌تر می‌توان این زائده‌ها را در معده، شش‌ها و و دیگر نواحی داخلی بدن نیز یافت.
روند تکثیر، پیشرفت و انتقال این بیماری در افراد معمولاً به آهستگی صورت می‌گیرد و معمولاً قابل درمان است. این بیماری اغلب کشنده نیست مگر آنکه در سطوح داخلی بدن پدید آید. می‌توان گفت در تمامی فرم‌های این سرطان، ویروسی به نام HHV8 جزو عوامل بیماری یافت می‌شود که به ویروس هرپس انسانی ۸ معروف است.
از نظر جغرافیایی می‌توان نواحی مدیترانه‌ای و آفریقایی را مهم‌ترین مراکز شیوع و ابتلای این بیماری دانست که البته در قدیم تراکم بیماران در این نقاط بیشتر از نقاط دیگر، نسبت به زمان حال بوده‌است. با این که این بیماری آنچنان شایع نبوده و نیست ولی مردان یهودی و مدیترانه‌ای بیشتر به این بیماری دچار می‌شدند. از آنجایی که دانشمندان، نقاط آفریقایی را محل تولد و مرکز شیوع ویروس HIV می‌دانند، می‌توان این نقاط را دیگر مرکز بیماری سارکوم کاپوسی دانست؛ چرا که گفته شد ویروس HIV (عامل ایدز) مهم‌ترین عامل ابتلا به این سرطان است.
از آنجایی که این سرطان وابستگی زیادی با ویروس HIV دارد، راه‌های انتقال آن هم شبیه به این بیماری است که می‌توان استفاده از سرنگ مشترک، فعالیت جنسی کنترل نشده و … را نام برد. به‌طور کلی هرگاه که عاملی باعث تضعیف دستگاه ایمنی بدن شود، درصد ابتلا به این سرطان به شدت افزایش می‌یابد.
شیوع این بیماری در میان مردان بیشتر است و محدودهٔ سنی ابتلا، به فرم بیماری بستگی دارد. از نظر ژنتیک نیز اگر ژن ضعف ایمنی در شخصی وجود داشته باشد، احتمال ابتلا در آن فرد بالا می‌رود.

## علایم
زخم‌های سارکوم کاپوسی به صورت خال، لکه یا شبه جوش بر روی سطح پوست در رنگ‌های قرمز، بنفش، قهوه‌ای یا سیاه پدید می‌آید. این زخم‌ها معمولاً بر روی سطح پوست یافت می‌شوند ولی می‌توانند در مکان‌های دیگر نیز انتشار یابند؛ مخصوصاً در دهان، سطوح دستگاه گوارش و سطوح دستگاه تنفسی. این انتشار می‌تواند بسیار کند یا ناگهانی باشد و به میزان خطر و شدت بیماری بستگی دارد.
در بیشتر مواقع بیماری سطح پوست پایین‌تنه، پشت، صورت، دهان و اندام تناسلی را تحت پوشش قرار می‌دهد. نوع پدیدار شدن می‌تواند به صورت لکه ساده تا پلاک یا حتی زخم بستری باشد که می‌تواند باعث تخریب نقاطی از پوست شود. این زخم‌ها می‌توانند بدون درد یا دردناک باشند ولی اغلب به سادگی خون‌ریزی خواهند کرد.
در ۳۰٪ موارد سطوح داخلی دهان مورد هجوم قرار می‌گیرد و اغلب، زخم‌ها بروی کام دهان و سپس لثه‌ها ایجاد می‌شوند. این زخم‌ها در دهان به راحتی در مواردی مانند جویدن آسیب می‌بینند و خون‌ریزی می‌کنند و می‌توانند فرایندهایی مانند خوردن یا حرف زدن را در فرد مختل کنند.
در ۴۰٪ از مواقع ابتلا به سارکوم کاپوسی، بیماری دستگاه گوارش را تحت تأثیر قرار می‌دهد. معمولاً از این اثرات، جدا از اثرات ظاهری، می‌توان کاهش وزن، درد شکم، تهوع و استفراغ، اسهال و … را نام برد.
پوشش دستگاه تنفسی توسط بیماری می‌تواند تنگی نفس، سرفه، سرفهٔ خونی، درد سینه و … را به وجود آورد. تشخیص این پوشش می‌تواند از طریق انجام برانکوسکوپی بر روی فرد انجام شود که در صورت تشخیص مثبت، می‌توان به وضوح زخم‌ها و غده‌هایی را بر روی سطوح دستگاه تنفسی فرد مشاهده کرد.

## انتقال
این بیماری – شبیه ایدز – به صورت عادی از فردی به دیگران منتقل نمی‌شود و نیازی به قرنطینه و طرد افراد مبتلا به سارکوم کاپوسی نیست. این بیماری از دو روش عمده منتقل می‌شود؛ بزاق دهان و خون. در نتیجه طیف عظیمی از فعالیت‌های جنسی (حتی بوسیدن)، پیوند اعضا، انتقال خون، جراحی و دیگر فعالیت‌ها که در طی آن بزاق فرد مبتلا یا خونش به فرد دیگری می‌رسد، می‌تواند ریسک ابتلا را افزایش دهد. پس برای پیشگیری از انتقال این بیماری، پیش از هرگونه از فعالیت‌های نام برده شده، لازم است که افراد از عدم ابتلا به این بیماری مطمئن شوند.

## درمان
راه‌های درمان زیادی برای این بیماری وجود دارند که به شدت، پیشرفت و گسترش زخم‌ها در بدن بستگی دارند و از درمان‌های موضعی شروع و به پرتو درمانی و شیمی درمانی می‌رسند.
در بسیاری از موارد، استفاده از داروهای ضد ویروس، گروه HAART و تالیدومید بهترین راه برای درمان سارکوم کاپوزی فعال است . این روش ممکن است حتی ضایعات پوستی را نیز از بین ببرد.
Rose LJ, Fishman AD, Sparano JA (11 March 2013). Talavera F, McKenna R, Harris JE (eds.). "Kaposi Sarcoma Treatment & Management". Medscape Reference. WebMD. Retrieved 19 January 2014.
Franks ME, Macpherson GR, Figg WD (May 2004). "Thalidomide". Lancet. 363 (9423): 1802–11. doi:10.1016/S0140-6736(04)16308-3. PMID 15172781.
https://en.wikipedia.org/wiki/Thalidomide Clinical research
از سایر روش‌ها می‌توان برداشت مستقیم، رادیوتراپی،شیمی‌درمانی، کرایوتراپی، تزریق وینکریستین و … را نام برد.
درمان موضعی: اگر تنها تعداد اندکی ضایعات پوستی دارید، ممکن است تصمیم بگیرید که آن‌ها را حذف کنید. این کار سارکوم کاپوزی را درمان نمی‌کند، اما تا حد زیادی می‌تواند ظاهر شما را بهبود بخشد. این کار می‌تواند به یکی از این روش‌ها انجام شود:
انجماد با نیتروژن مایع
پرتو درمانی
برداشتن با جراحی
تزریق داروهای ضدسرطان مانند دوکسیل یا اینترفرون آلفا
درمان با ژل پنرتین(رتینوئیک اسید)
شیمی درمانی فراگیر برای درمان سارکوم کاپوزی که به اندام‌های مختلف گسترش یافته‌است بکار می‌رود.

## سارکوم کاپوسی در ایران
از آنجایی که شیوع بیماری ایدز در ایران بالا است و افراد زیادی خصوصاً در سال‌های اخیر به آن مبتلا هستند که عده بسیاری از آن‌ها از بیماری خود اطلاعی ندارند، می‌توان گفت که این سرطان در ایران رو به افزایش است.